# Ель-Молінон
«Ель-Молінон» або «Естадіо муніципаль Ель-Молінон» (ісп. Estadio El Molinón) — футбольний стадіон у Хіхоні, Іспанія, домашня арена ФК «Спортінг Хіхон».
Стадіон побудований 1908 року. У 1998 році був реконструйований, в результаті чого місткість стадіону була зменшена з 42 000 до 25 885 глядачів. У 1981 та 2010 роках розширювався, після чого було досягнуто місткості 30 000 глядачів. 
Арена приймає домашні матчі ФК «Спортінг Хіхон» у Чемпіонаті Іспанії з футболу, Кубку Іспанії з футболу та Лізі Європи УЄФА, а також матчі Збірної Іспанії з футболу. 
На стадіоні проводилися матчі Чемпіонату світу з футболу 1982 року.